# エストニア料理
本稿ではエストニアの食文化について解説する。
バルト沿岸諸国としてドイツ料理の影響を強く受けているが、後の支配者であるスウェーデン料理の影響も強く、長くスウェーデンの支配下にあった同じフィン・ウゴル語派の隣国フィンランドと似通った食文化を共有している。
フィンランド料理との相違点としては、ドイツの影響を受けてビールを使った料理が好まれる点であり、料理の嗜好にとどまらず、フィンランド人に比べてエストニア人は酒好きと考えられている。他のバルト沿岸諸国との違いは、魚類を好んで料理に使う点であり、特にイワシは主要な食材の一つである。
煮込む料理が多く、牛乳とジャガイモは欠かせない。

## 食材

### 穀物
主な穀物はライ麦、大麦、小麦、蕎麦などである。Leib（レイブ）というライ麦のパンが主流だが、kringel（クリンゲル）というレーズンやナッツの入ったドイツ風のパンもある。エストニア人は非常にパンを尊敬する民族である。食前には"jätku leiba"「パンがなくなりませんように」と祈り、肉は時に「パンに従うもの」とさえ呼ばれ、かつて祝宴には皿のようにして使う厚切りのパンが列席者に配られた。パンくずを丁寧に集めてスープにするような正しい行いをせず、パンくずをテーブルから払いのけるような娘は嫁の貰い手がなくなるといって叱られた。カーシャ（ひき割り穀物の粥）も食べられるが、燕麦と大麦、大麦とジャガイモのように数種類の穀物と野菜を混ぜることが多く、牛乳を加えて煮込む。エストニア料理にはたいてい牛乳が加えられる。

### 肉類

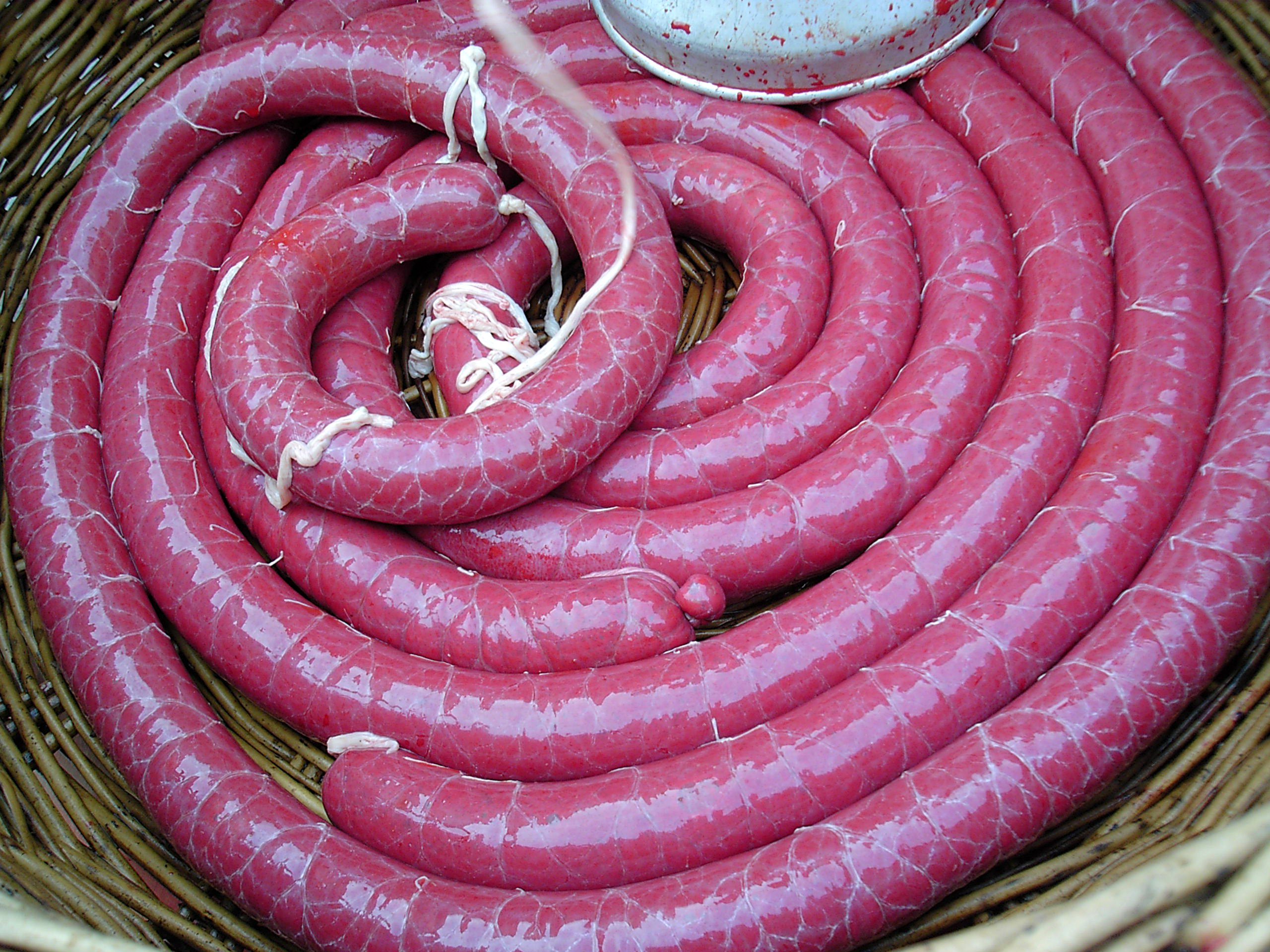
調理前のブラッドソーセージ

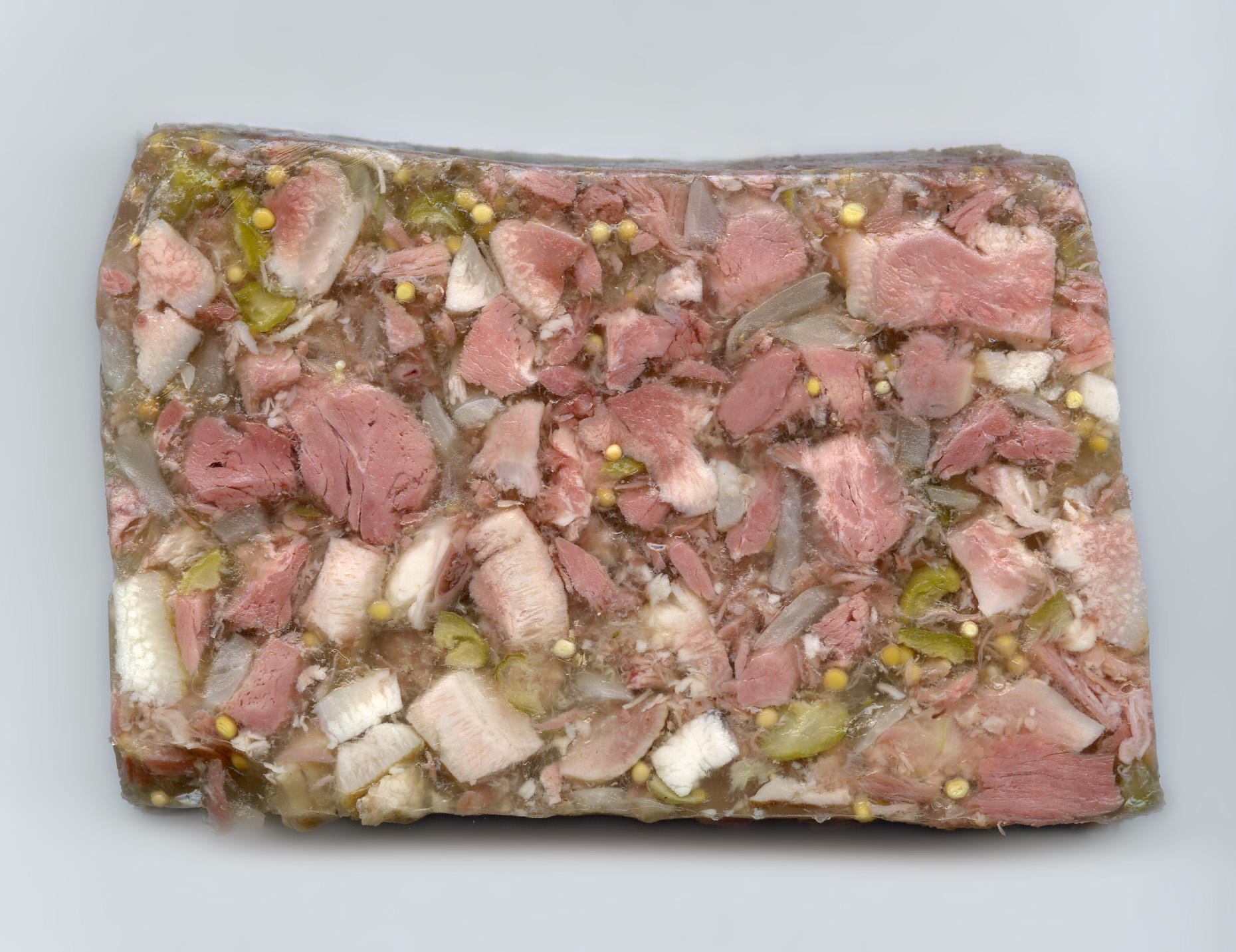
肉のゼリー寄せ

主に豚肉が好まれ、次いで羊肉が使われる。牛肉や家禽類はあまり食卓に上らない。ただし、仔牛肉はごちそうと考えられている。リトアニア人がジビエを非常に好むことから、エストニアでもジビエが食べられるかと思われることもあるが、ジビエ料理はあまり好まれない。Sült（シュルト）という豚の頭などを煮こごりにしたものや、臓物を煮込んだ料理が多く、臭みを消す香草の類もあまり使わないため、外国人には敬遠する人もいる。仔牛肉や肝臓はごちそうであり、味を損なわないように少量のスメタナを絡めるようにしながら煮るというより火を通す。肉料理にはたいていふかしたジャガイモが付け合わせにつくが、付け合わせと云っても主食であるジャガイモのほうが肉よりも多いことは珍しくない。大麦の引き割りの入ったブラッドソーセージは国民食である。

### 魚類
バルト海、フィンランド湾、リガ湾に面し、漁業が盛んな国家である。イワシ、ニシン、ヒラメ、スズキ、ウグイ、タラ、サケ、ウナギ、アナゴ、キンメダイなどが食べられ、淡水魚ではカマス、ワカサギ、マス、ザリガニなどが食べられる。燻製や干し魚に加工することも多い。近隣諸国では魚のにおいを消すために、ニンニクやネギの仲間を大量に使う傾向にあるが、エストニアではほとんど使われず、魚の風味を引き立てる優しい香りのディルや甘いポロネギが好まれている。牛乳、スメタナととろみ付けの小麦粉、野菜を加えたスープ料理として調理することが多い。ラードや卵も加えられる。

### 野菜
ジャガイモが料理の付け合わせとして使われる。キャベツ、ニンジン、エンドウ豆、大豆、カブ、ネギなどがよく使われる。野菜のみを使った料理は少ないが、肉や魚料理に巧みに組み合わされている。キノコのスープも好まれている。果物ではコケモモが人気で、他のベリー類、リンゴ、ルバーブが後に続く。ルバーブは厳密には野菜だが、デザートの材料として果物に近い扱いを受けている。甘みのある白樺の樹液や蜂蜜酒も飲まれていた。